# Laurence Bidaud
Laurence Bidaud (ur. 22 marca 1968 w Lozannie) – szwajcarska curlerka. Srebrna medalistka olimpijska, wielokrotna medalistka mistrzostw świata i Europy.

## Osiągnięcia

### Igrzyska Olimpijskie
W 2002 roku w Salt Lake City zdobyła srebrny medal, razem z Luzią Ebnöther, Mirjam Ott, Tanyą Frei i Nadią Röthlisberger-Raspe.

### Mistrzostwa świata
Pięciokrotnie brała udział w mistrzostwach świata w curlingu, raz zdobywając srebro (2000), dwukrotnie brąz (1992, 2004).

### Mistrzostwa Europy
Trzykrotnie brała udział w mistrzostwach Europy w curlingu. W 2003 roku zdobyła srebro, brąz w latach 1999 i 2001.